# Jean-Bernard Bossu
Pour les articles homonymes, voir Bossu (homonymie).
Jean-Bernard Bossu  né le 29 septembre 1720 à Baigneux-les-Juifs en Côte-d'Or et mort le 4 mai 1792 à Montbard, Côte d'Or, est un capitaine de marine et explorateur français.

## Biographie
Le père et le grand père de Jean-Bernard Bossu sont des chirurgiens. Jean-Bernard ne suit pas cette carrière : il est d'abord officier d'infanterie, puis, en 1750 officier de marine. Bossu quitta l'île de Ré le 26 décembre 1750 pour renforcer la garnison de la Nouvelle-Orléans. À la mi-février 1751, il arrive à Saint-Domingue puis navigue pour la Nouvelle-Orléans. Il quitte ensuite la Nouvelle-Orléans pour explorer le fleuve Mississippi et les populations amérindiennes qui vivent sur ses rives. Il remonte le fleuve Mississippi et arrive parmi les Arkansas (les Akanças). Il apprend la langue et se lie d'amitié avec cette tribu ; il écrit : « les Arkansas viennent de m'adopter ; ils m'ont reconnu pour guerrier et pour chef ; c'est un chevreuil qu'ils ont imprimé sur ma cuisse… ». Il décrit leur territoire, leurs cultures, leurs croyances : 

« Les Akanças habitent le bord d'une rivière qui portent leur nom ; elle prend sa source dans le nouveau Mexique et se décharge dans le fleuve du Mississipi… Ces sauvages sont grands et bien faits, braves, bons nageurs, très adroits à la chasse, à la pêche et fort dévoués aux français… Le pays des Akanças est un des plus beaux du monde, les terres y sont si fertiles qu'elles produisent presque sans culture du froment d'Europe, toutes sortes de légumes et ils croient un grand Esprit qu'ils adorent sous la forme d'un serpent ou d'un crocodile ; ils lui rendent un culte. Ils craignent le diable, qu'ils appellent Esprit mauvais. Ils adorent aussi le soleil et la lune. Quand il tonne ils s'imaginent que c'est le Maître de la vie qui leur parle en colère. »

Au printemps de 1757, Bossu retourne en France. Il fait un nouveau voyage en 1759. Il est alors déçu de ne pas être nommé à un poste de commandement et manifeste son désaccord ce qui lui vaut, lors de son retour en France, en 1759, d'être embastillé. Mais le roi le réhabilite, lui accorde une pension de capitaine et le décore de la Croix de Saint-Louis. Il effectue un troisième voyage en 1770. De retour en août 1771, il s'installe en Bourgogne et meurt à Montbard en 1792.

## Publications
Son œuvre est celle du récit de ses voyages qui se présente sous forme de lettres : Nouveaux voyages aux Indes occidentales contenant une relation des différents peuples qui habitent les environs du grand fleuve Saint-Louis appelé vulgairement le Mississipi". Le récit des voyages ultérieurs se trouvent dans Nouveaux Voyages dans l'Amérique septentrionale (1777).
Jean-Bernard Bossu exprime dans son texte son ouverture positive aux peuples qu'il rencontre ; ainsi dans sa première lettre au marquis Lestrade, du 15 février 1751, des nouveaux voyages il écrit : « L'homme est le même partout ; il est également susceptible du bien et du mal : l'éducation corrige ses vices mais elle ne lui donne point de vertus ; le même auteur a créé l'homme policé et l'homme sauvage et les a doués de qualités égales : c'est ce que vous verrez, Monsieur, dans le cours de ma correspondance. »

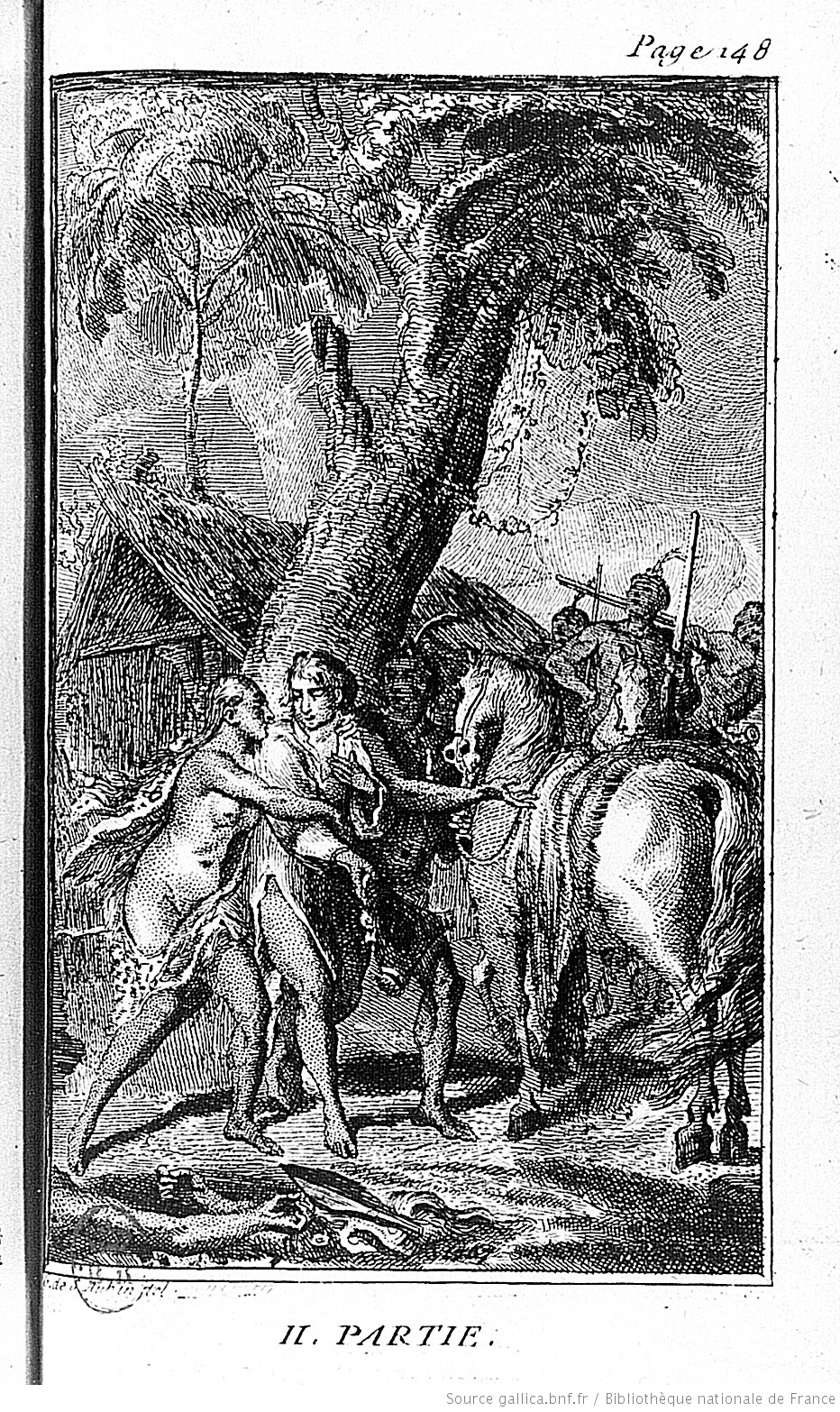
Monsieur de Belle-Isle captif des Indiens Attakapas, délivré par un groupe d'Indiens envoyés par Monsieur de Saint-Denis. Amérique.  De Saint Aubin [dessin.] ; Le Capitaine Bossu, [aut. du texte]; C. Beurlier (graveur).
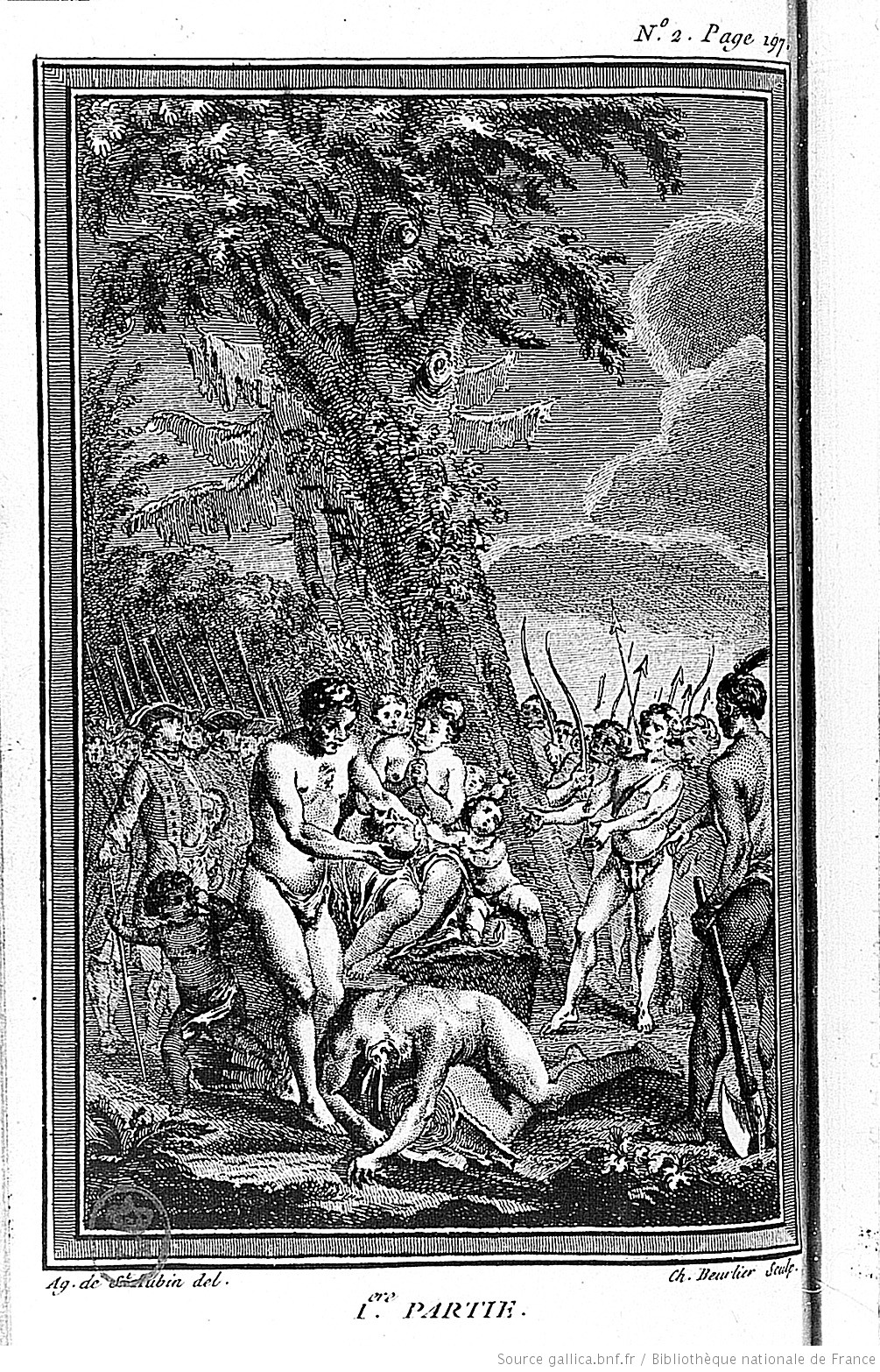
Décapitation d'un Indien Collapissas. Application de la Loi du Talion, en réparation de la mort d'un Indien Chatas : un père se fait décapiter à la place de son fils Tichou.  De Saint Aubin [dessin.] ; Le Capitaine Bossu, [aut. du texte]; C. Beurlier (graveur).
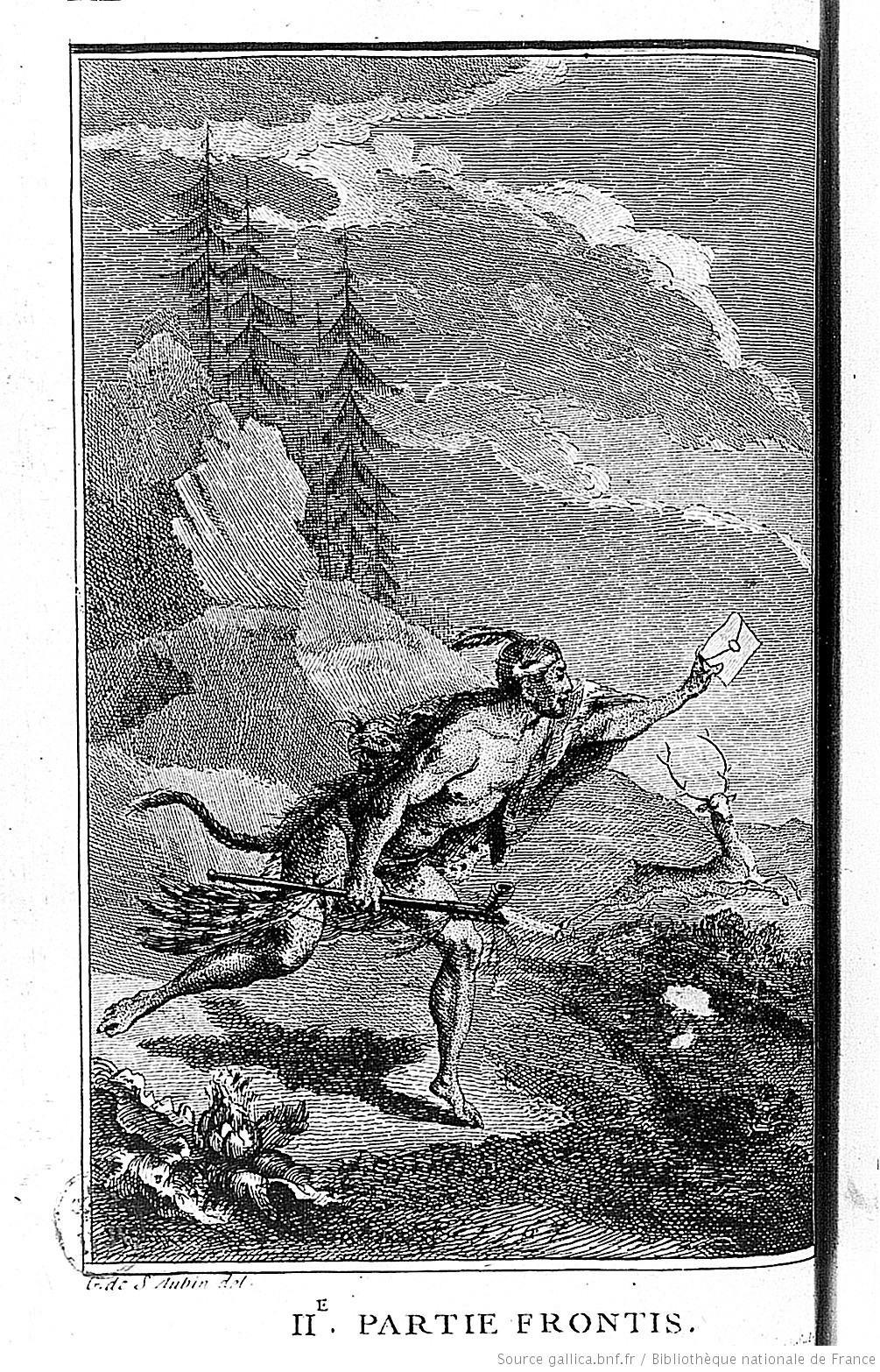
Frontispice de la deuxième partie : Mœurs et coutumes des Indiens d'Amérique. Messager Indien portant une lettre.  De Saint Aubin [dessin.] ; Le Capitaine Bossu, [aut. du texte]; C. Beurlier (graveur).
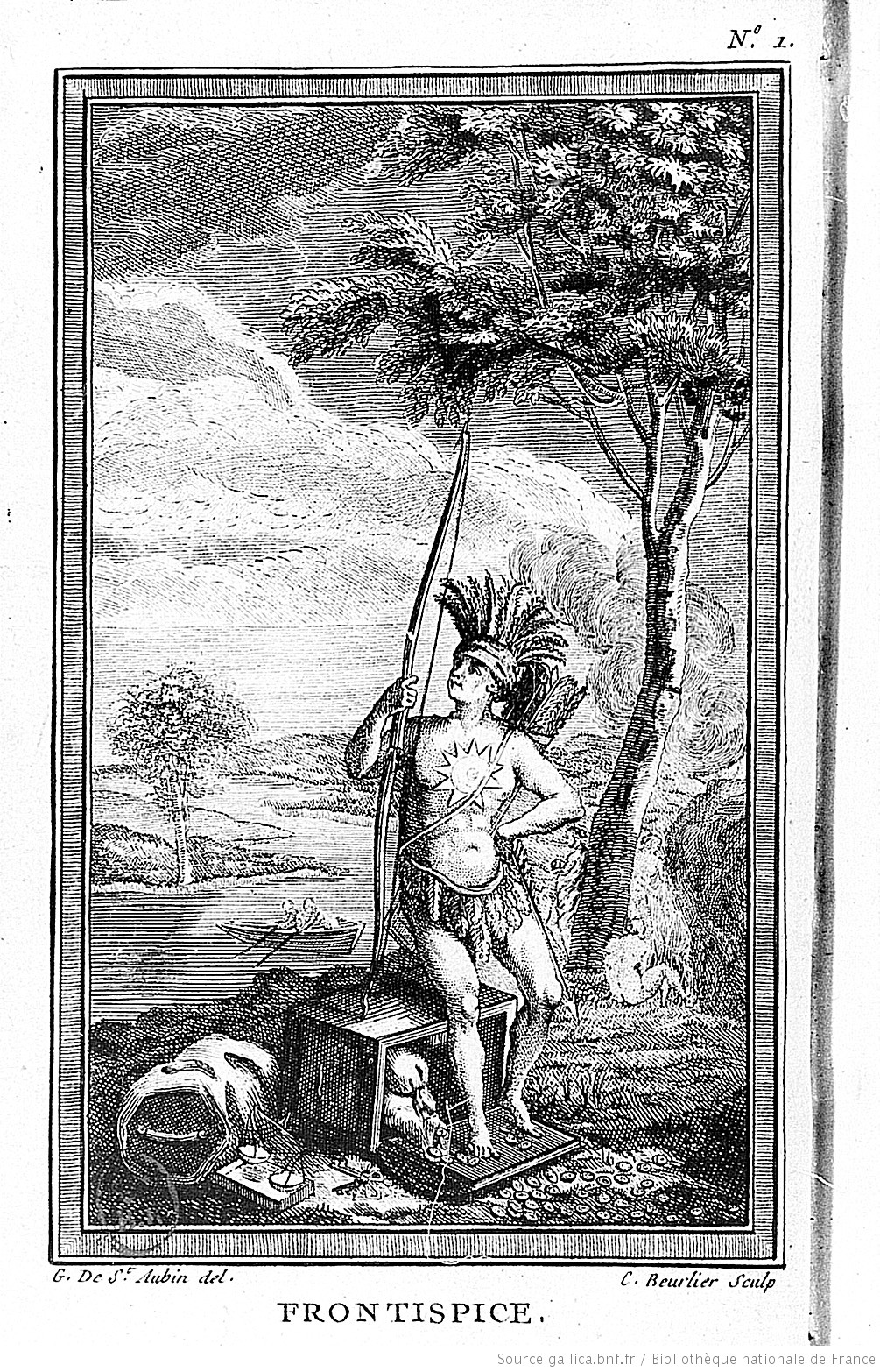
Frontispice de la première partie : Indien d'Amérique septentrionale. Coffre et objets symbolisant les richesses du Nouveau Monde.  De Saint Aubin [dessin.] ; Le Capitaine Bossu, [aut. du texte]; C. Beurlier (graveur).